# Araya (película)
Araya es un largometraje venezolano del año 1959 dirigido por Margot Benacerraf, quien también hizo el guion; cámara de Giuseppe Nisoli, texto de Pierre Seghers y Margot Benacerraf, música de Guy Bernard con temas folklóricos latinoamericanos y narración de Laurent Terzieff (versión francesa) y José Ignacio Cabrujas (versión en español).
La película acompaña la vida de los salineros y los pescadores de Araya, una península al noreste de Venezuela, donde funcionó durante siglos una gran salina natural.
Obtuvo el Premio de la Comisión Superior Técnica y el Premio de la Crítica Internacional (FIPRESCI), (ex aequo con Hiroshima mon amour de Alain Resnais) en el 12.ª edición del Festival Internacional de Cine de Cannes en 1959,entre otras distinciones.
Araya fue aclamada internacionalmente y es considerada como uno de los mejores filmes latinoamericanos de todos los tiempos. Fue votada como una de las mejores películas venezolanas de todos los tiempos en una encuesta de 1987 a 29 expertos organizada por la revista Imagen. También fue votada como una de las mejores en una encuesta de 2016 de 41 expertos organizada por la Cinemateca Nacional.La película forma parte del patrimonio cinematográfico nacional de Memoria del Mundo de la UNESCO. Araya forma parte de la Criterion Collection.

## Sinopsis
Araya es una de las regiones más áridas del globo, donde el humano depende exclusivamente de lo que el mar le concede: la sal y la pesca. Desde la llegada de los españoles en el año 1500, la explotación de la salina natural de Araya se hacía a mano. Durante siglos este paraje fue uno de los más ricos del Nuevo Mundo. Allí se cruzaban piratas, mercaderes de esclavos, contrabandistas y traficantes de perlas. Para los aventureros de aquellos tiempos la sal, a la par del oro, era objeto de codicia. Después de ese periodo fastuoso, Araya cayó en el abandono y el aislamiento más completo.
El relato de Margot Benacerraf nos hace compartir veinticuatro horas, un día, de esta Araya. Un día como tantos otros desde hace 450 años. Pero esas veinticuatro horas de trabajo de los hombres de las salinas tomarán una dimensión particular, extraña.
La película nos sumerge en un universo de rara belleza: el de los ritmos de la creación, el de un mundo en gestación donde la vida nace del cielo y del mar, donde la naturaleza crea y se recrea en un movimiento sin cesar renovado.
Tal es el decorado: un paisaje corroído por la erosión, tierras áridas azotadas por el viento. Y una luz implacable, brutal.
Tratada a la manera de un fresco, la película descubre tres pueblos, tres géneros de vida que se entremezclan y se complementan al relatar la vida de tres familias cuyos gestos más simples a medida que pasan las horas se llenan de una resonancia insólita.  

## Producción

### Rodaje
A finales de 1957, después de haber consultado toda la documentación histórica que existe en las bibliotecas de Sevilla, Madrid y Ámsterdam sobre las salinas de Araya y haber vivido un tiempo en el lugar estudiando el medio ambiente y sus habitantes, Margot Benacerraf comenzó a filmar Araya acompañada del camarógrafo Giuseppe Nisoli.

### Posproducción
Una vez terminada la filmación partió hacia París donde inició un arduo trabajo de montaje y sonido, grabando con el actor Laurent Terzieff la narración en francés del film. Ya en 1959 la película estaba lista para presentarse oficialmente en distintos festivales cinematográficos.
Benacerraf en varias oportunidades ha afirmado que el largometraje no es un documental, sino una narración poética, género en el que fue aceptado en el festival de Cannes.

## Recepción

### Recepción crítica

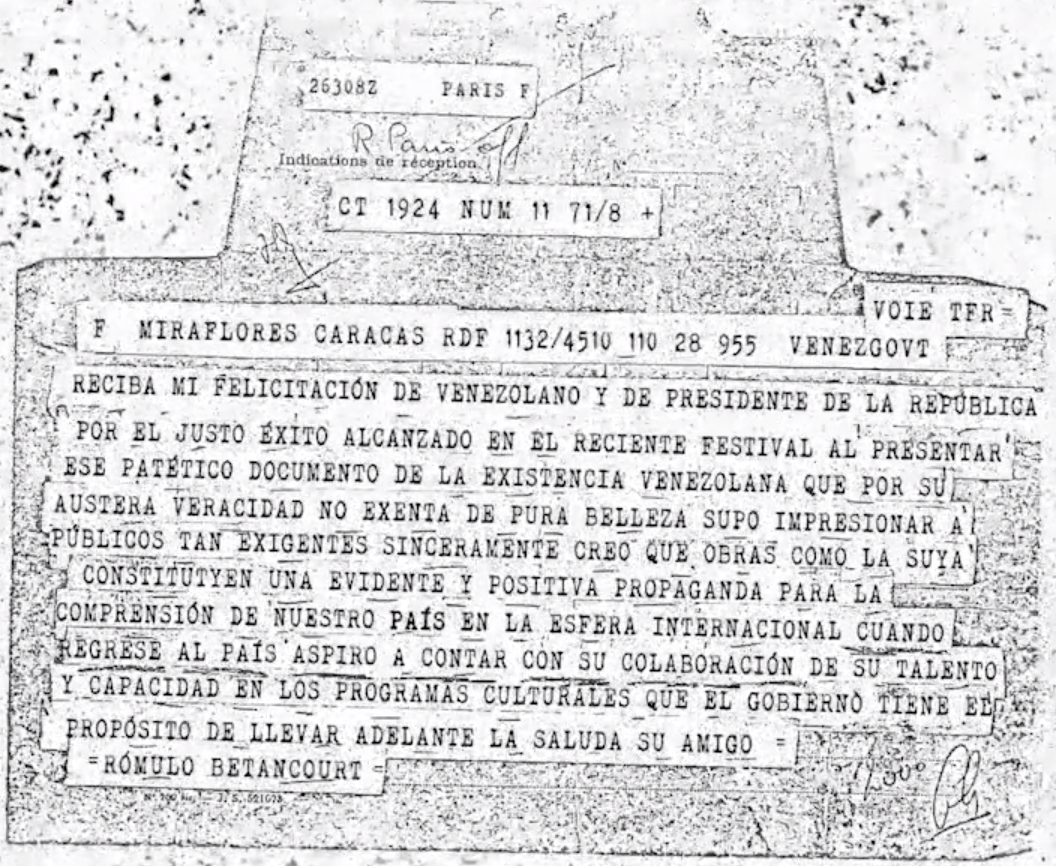
Telegrama del presidente venezolano Rómulo Betancourt felicitando a Margot Benacerraf tras la premiación de Araya en el Festival de Cine de Cannes de 1959.

En mayo de 1959 Margot Benacerraf asistió con su película al Festival de Cannes. Fue una edición particularmente competitiva en la que participaron 32 largometrajes de 30 países, con la presencia de directores como Truffaut, Rosselini, Buñuel, Resnais y que marcó un hito pues allí incursionó por primera vez la Nueva Ola Francesa.
Araya fue aceptada como participación oficial de Venezuela y proyectada el penúltimo día del festival, recibiendo elogiosos comentarios unánimes del público y la crítica.
En la 12.ª edición del Festival de Cannes,Araya fue galardonada con el Premio de la Comisión Superior Técnica por el estilo fotográfico de las imágenes que realza la calidad del ambiente sonoro, al igual que con el Premio de la Crítica Internacional (FIPRESCI), ex aequo con Hiroshima mon amour de Alain Resnais.
Luego de ese doble éxito la película fue Invitada de Honor con menciones especiales en los festivales internacionales de Locarno, Moscú, y Venecia.
En los años posteriores siguieron homenajes y proyecciones especiales en Londres, Montreal, Praga, Madrid y Buenos Aires, entre otras ciudades.

### Distribución
En 1967, Araya se exhibió con gran éxito en varias salas cinematográficas de París.
La versión en español del film, en la voz de José Ignacio Cabrujas, se estrenó en Caracas en 1977 y tuvo una entusiasta acogida en cada una de sus proyecciones.
En 2009 la versión subtitulada al inglés se exhibió en diferentes ciudades de Estados Unidos, con excelentes críticas de la prensa norteamericana.
Araya es distribuida internacionalmente por la empresa Milestone Film & Video.

## Legado

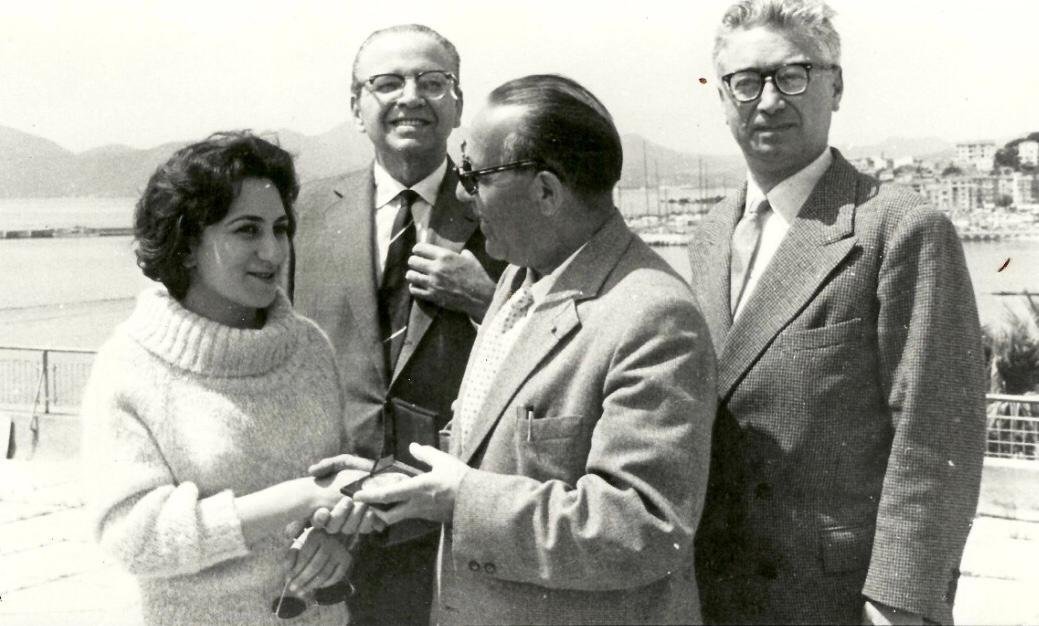
El escritor Mariano Picón Salas junto a Benacerraf y dos miembros del Festival de Cannes de 1959.

Araya es una película de culto, reconocida internacionalmente, que marcó un hito en la historia del cine latinoamericano y venezolano. Un clásico que sigue siendo referencia para los cineastas y despertando el interés de distintas generaciones de espectadores.
Durante 90 minutos la historia es presentada de manera poco convencional, a medio camino entre el documental y la ficción, con un lirismo y una estética sofisticada que transforman la anécdota en un poema visual; una metáfora sobre los ciclos de la vida, el trabajo y el ser humano. 
Ha sido descrita como una gran suite, un fresco narrado que se desenvuelve con un ritmo poético y como un largo poema sobre la sal.
Araya es la metáfora de la realidad suramericana donde la mano del hombre, la del conquistador y la del nativo transforman el paisaje.
Se le considera precursora de corrientes renovadoras como el Cinema Novo Brasileño y con gran influencia en directores como Glauber Rocha, entre algunos de sus más importantes exponentes.
En 1990, Araya fue escogida como una de las 5 mejores películas en la historia del cine latinoamericano dentro de la Retrospectiva Latin American Visions (A Half Century of Latinoamerican Cinema 1930-1988), del Neighbordhood Film/Video Project of Philadelphia.
En 1994 el Festival Internacional de Pesaro la seleccionó como la única película latinoamericana dentro de su programación retrospectiva para celebrar los 100 años del cine.
Araya está incluida en el Dictionnaire du cinéma, escrito por el historiador de cine Jean Mitry.
Margot Benacerraf es, además, la única cineasta de Venezuela que figura en el famoso Dictionnaire des cinéastes de Georges Sadoul y Araya es el único largometraje venezolano presente en el Dictionnaire des films del mismo autor.
Araya forma parte del patrimonio cinematográfico nacional de Memoria del Mundo de la UNESCO.

## Premios y distinciones
Festival Internacional de Cine de Cannes
| Año  | Categoría                                                                                        | Película | Resultado |
| 1959 | Premio de la Comisión Superior Técnica                                                           | Araya    | Ganadora  |
| 1959 | Premio de la Crítica Internacional (FIPRESCI). Ex aequo con Hiroshima Mon Amour de Alain Resnais | Araya    | Ganadora  |